# Paul-Émile Miot
Pour les articles homonymes, voir Miot.

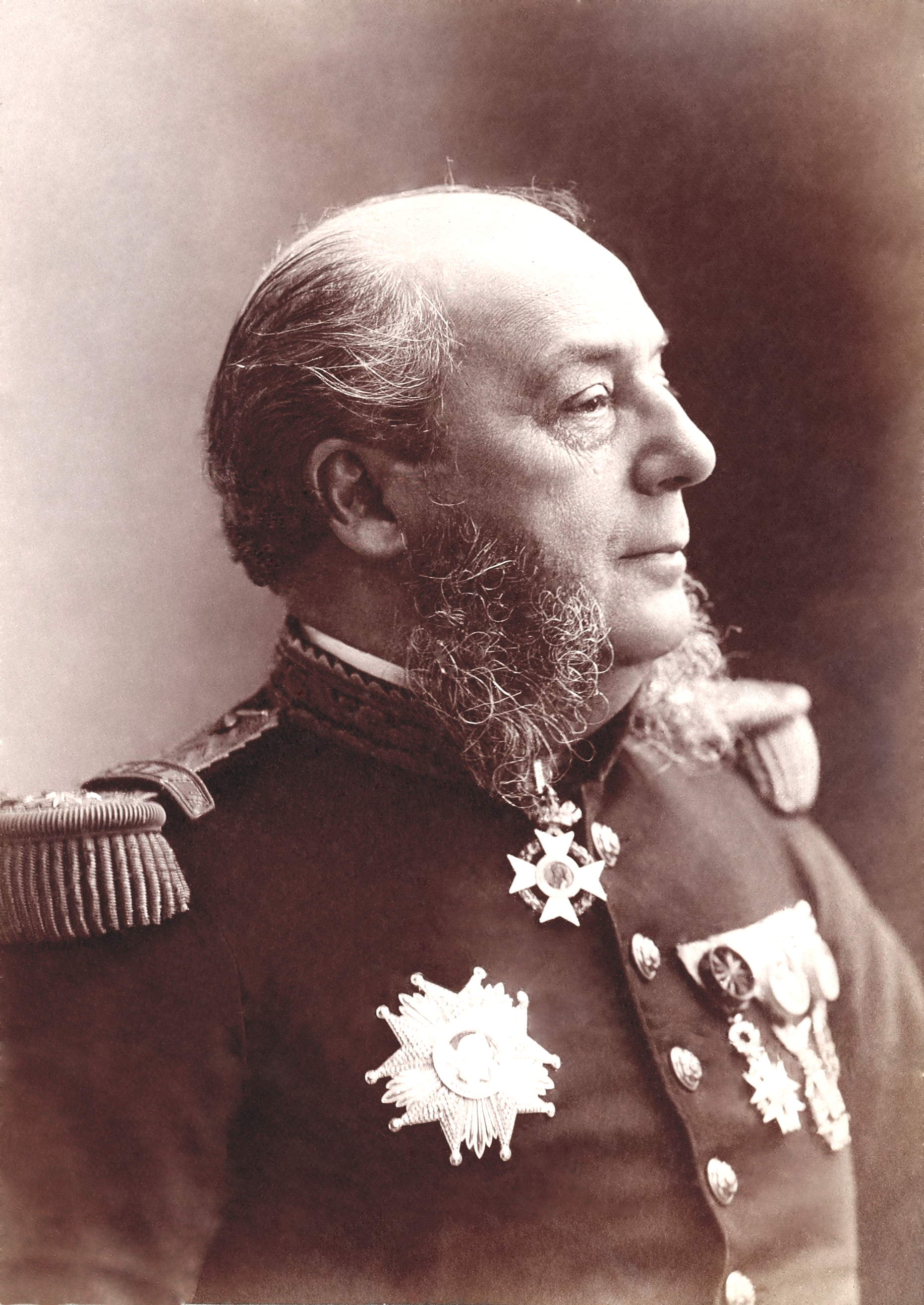
Paul-Émile Miot, par Nadar

Paul-Émile Miot, né le 11 février 1827 à la Trinidad (Antilles anglaises) et mort le 7 décembre 1900 à Paris, est un officier de marine et un photographe.
Entré à l'École navale en 1843, sa carrière est jalonnée de nombreuses expéditions pendant lesquelles il effectue plusieurs reportages photographiques à Terre-Neuve, au Sénégal, au Pérou, au Chili et en Océanie.

## Biographie et carrière militaire
Paul-Émile Miot nait en 1827 à la Trinidad, colonie anglaise des Antilles. Son grand-père, bordelais venu chercher fortune à Saint-Domingue, était juge au tribunal d’appel de la colonie à Saint-Marc. Le père de Paul-Émile Miot s’installe à la Trinidad et épouse en 1824 une martiniquaise, Rose-Henriette Mongenot. Paul-Émile Miot est envoyé dans un pensionnat en Irlande où il apprend l’anglais qu’il parle comme sa langue maternelle. En 1842, Paul-Émile Miot se présente à l’École navale qu’il intègre l’année suivante.
Il obtient le grade d'enseigne de vaisseau en 1849.
Commence alors une carrière dans la marine jalonnée de nombreuses expéditions au cours desquelles sont appréciées et utilisées ses compétences en hydrographie, en dessin et en photographie.
Le 1er mai 1851, Miot se rend à la station navale des Antilles à bord de la Sibylle. En 1853, il est au commandement du navire de commerce la Ceres, qu'il ramène des Antilles en métropole. Les deux tiers de l'équipage sont décédés au cours de la traversée en raison d'une épidémie de fièvre jaune. Cette traversée vaut à Miot la croix de chevalier de la Légion d’honneur.
Il participe en 1855-1856 à la campagne de Crimée sur l'Uranie et le Laplace où il rencontre vraisemblablement Georges-Charles Cloué, futur amiral et ministre de la Marine, qui jouera un rôle capital dans la carrière de Miot.

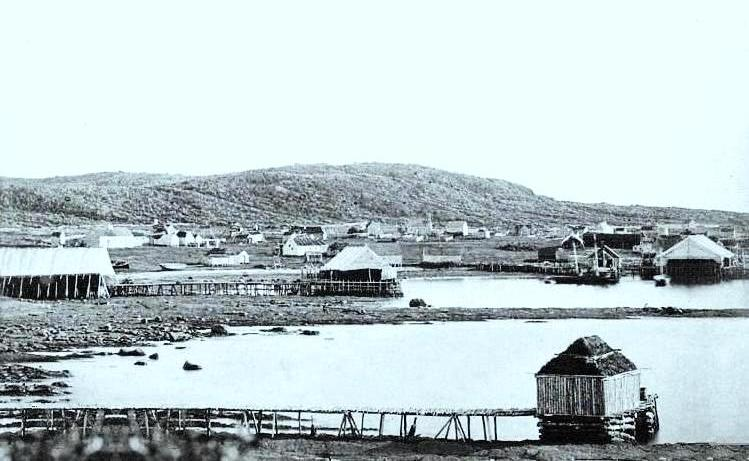
Station de pêche française : Conche, Terre-Neuve, 1859.

 En 1857, il passe lieutenant de vaisseau et part pour Terre-Neuve à bord de l'Ardent, sous les ordres de Cloué, alors capitaine. C'est au cours de ce premier séjour qu'il est remarqué pour ses travaux hydrographiques et, surtout, qu’il réalise sa première série connue de photographies.
Dès 1858, des artistes s’inspireront de ses clichés pour la publication de dessins dans Le Monde illustré et L'Illustration. Suivent quatre missions hydrographiques à Terre-Neuve, à bord du Sésostris (1858, 1859 et 1860) et du Milan (1861-1862).
De 1863 à 1864, il participe à la campagne du Mexique sur l'Adonis, dont il a le commandement pour la première fois de sa carrière. Il fait notamment escale en Martinique et à Veracruz. En 1866-1867, il est second du Magellan et se distingue lors du naufrage de l’Amphion. Il poursuit ses activités de photographe et établit des relevés topographiques des zones côtières.
Il est nommé capitaine de frégate le 9 mars 1867.
En 1868 Miot embarque sur l’Astrée comme chef d'état-major de la division navale du Pacifique commandée par Cloué. Entre autres escales, il touche Montevideo en 1868, San Francisco, Valparaiso et Papeete en 1869, de nouveau le Chili puis les îles Marquises en 1870. De ces trois années et demie de campagne, Miot rapporte une importante série de photographies sur l'Océanie, dont une partie servira à illustrer Le Tour du monde en 1875 et 1876.
De 1873 à 1975, il commande le Renard et devient capitaine de vaisseau le 3 août 1875. Il est envoyé à la Réunion pour réaliser une enquête sur la condition des travailleurs hindous de la colonie.
En 1878-1879, il commande le Sané puis en 1881 le cuirassé l'Alma pendant la campagne de Tunisie, occupe Bizerte puis participe à la prise de Sfax. Le 25 août de la même année, il obtient le grade de contre-amiral.
D’avril 1884 à juin 1886, il commande le Naïade de la division navale de la mer des Indes. Il opère surtout sur les côtes de Madagascar et joue un rôle primordial dans les négociations qui aboutissent au traité du 17 décembre 1885 conclu avec le gouvernement Hova.
Passé vice-amiral le 31 juillet 1888, il rejoint Cloué au Conseil de l’Amirauté. Le 10 juillet 1891 il reçoit le titre de grand officier de la Légion d'honneur. Il quitte le service actif en février 1892.
En mai 1893 il est nommé conservateur du musée de la marine et de l'ethnographie au Louvre. Il le restera jusqu’à son décès le 7 décembre 1900. En 1896, à la suite du redéploiement du musée de Marine dans 19 salles du Louvre, Paul-Émile Miot commande personnellement au sculpteur italien Victor Aimone quatre pieds de vitrine reprenant le thème des quatre continents. Il publie également un petit ouvrage décrivant les collections des 19 salles que compte alors le musée. À sa mort, le catalogue du Musée naval comporte 1 853 numéros.
Sa carrière aura comptabilisé 298 mois de navigation et 21 mois sur les stationnaires de rades françaises. Son dossier militaire, élogieux du point de vue de ses exploits marins et de ses qualités de diplomates, indique aussi ses qualités de « remarquable dessinateur ».

## Paul-Émile Miot, photographe

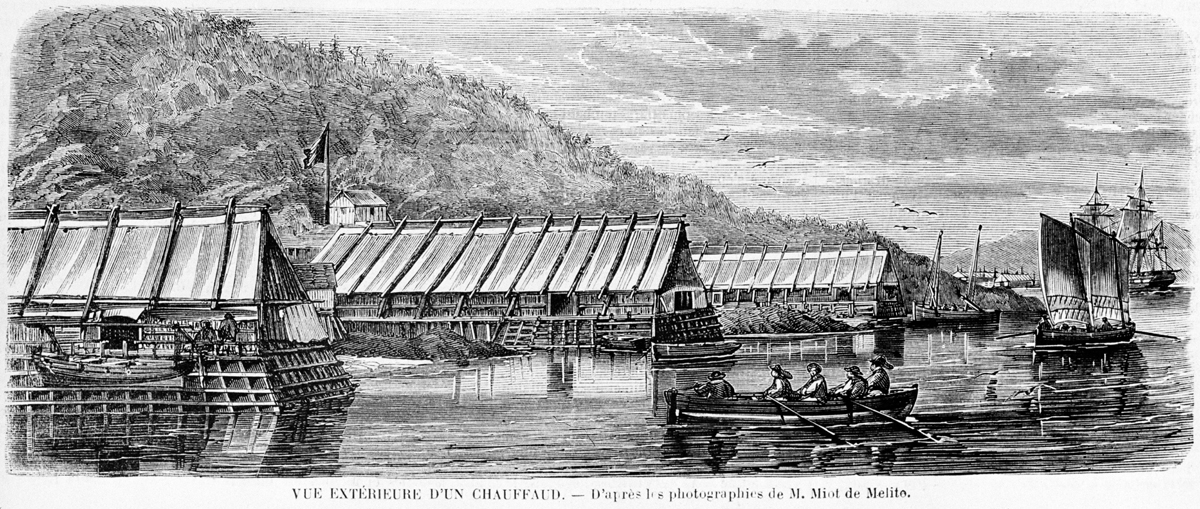
Vue extérieure d'un chauffaud, d'après les photographies de Miot, L'Illustration, 2 avril 1859, p. 216

Lors de sa première mission à Terre-Neuve en 1857 à bord de l’Ardent, sous le commandement du capitaine Georges-Charles Cloué, celui-ci remarque les compétences de Miot dans le domaine photographique. Dans une lettre à M. Mazères, Commandant de la Division navale de Terre-Neuve, Cloué écrit en 1857 « (…) un des officiers de l’Ardent, M. Miot, Enseigne de vaisseau, s’est adonné pendant son congé à la photographie. Il y réussit de manière remarquable. (…) J’ai songé à utiliser pour nos travaux exacts cette science nouvelle qui pouvait paraître jusqu’ici n’avoir qu’un côté artistique, et je crois avoir, grâce à l’habileté et à l’intelligence de M. Miot, obtenu des résultats qui donnent la plus grande espérance pour l’avenir. » Ainsi Cloué est intéressé par ce nouvel art non pour des raisons artistiques mais comme outil de mesure pour les relevés topographiques des côtes et des ports. Et de ce fait, les angles obtenus en mesurant les distances sur les clichés sont en concordance avec les mesures prises au théodolite.
C’est à l’occasion de cette première mission à Terre Neuve que Miot réalise 40 photographies liées à l’industrie de la morue ainsi que des portraits, dont plusieurs études des indiens Micmac, des vues de rivières et de forêts. Cette série constitue le premier reportage photographique réalisé à Terre-Neuve dans une visée ethnographique.
À son retour en France en 1858, Miot prend sa carte de membre de la Société française de photographie. Il repart ensuite en mission à Terre-Neuve à quatre reprises, embarquant à chaque fois son matériel au collodion et installant son atelier photographique sur le navire. En 1862, il crée officiellement l’atelier de photographie au Dépôt des Cartes et des Plans de la Marine, situé 13 rue de l'Université à Paris, qui fonctionnait à son initiative depuis 1857.

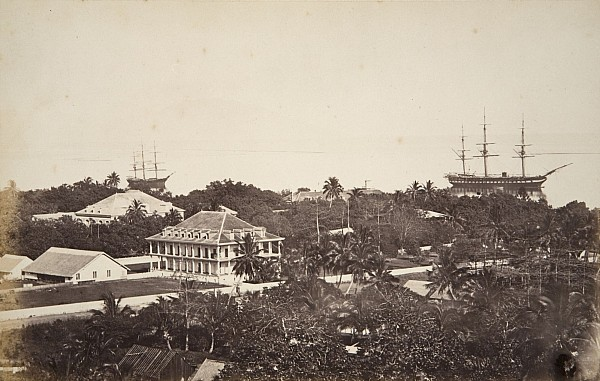
L'Astrée au mouillage à Papeete (Tahiti) - MIOT Paul-Émile (photographe). Prise entre 1869 et 1870.

Dans leur catalogue d’exposition, Michèle Chomette et Pierre Marc Richard ont réalisé un inventaire et une analyse de l’œuvre de Miot, reconstituant les trajets sur la période 1863-1871.

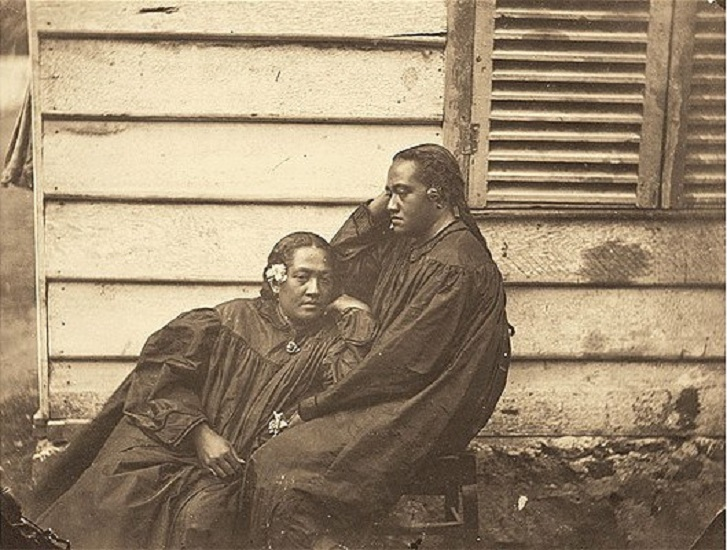
Paul-Émile Miot, Femmes tahitiennes, 1869-1870.

Ainsi, lors de la campagne du Mexique (1863-1867), Miot réalise deux clichés à la Martinique et une vingtaine de vues du Mexique. Dans le Pacifique à bord de l’Astrée (1868-1871), il réalise deux séries de photographies Amérique du Sud et Océanie. La première rassemble 27 photographies prises au Chili, au Pérou et dans le Détroit de Magellan. La deuxième série a été prise à Tahiti et aux îles Marquises et comprend 57 clichés de portraits de tahitiennes de la bonne société, d’indigènes Houku-Hiva pris seuls ou en groupe sur l’Astrée ou encore des vues des îles, de la végétation et de baies et lagons.
En 1871, Miot, malade, est rapatrié en France tandis que l’Astrée quitte Valparaiso pour les côtes du Sénégal. Félix Auguste Leclerc, officier de marine et compagnon de Miot, poursuit le travail documentaire en prenant, vraisemblablement avec le matériel de Miot, 8 vues du Sénégal.

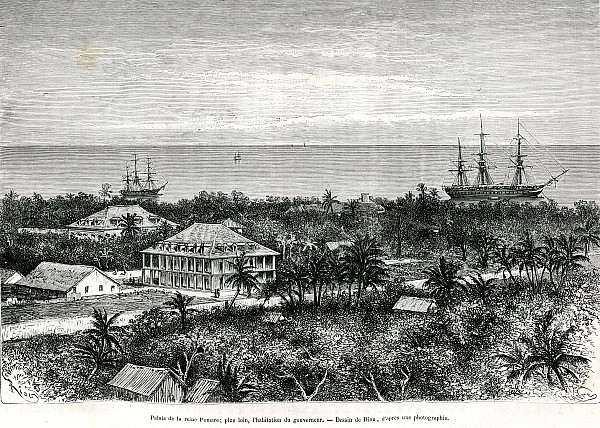
Palais de la reine Pomaré ; plus loin, l'habitation du gouverneur. - Dessin de Riou, d'après une photographie. In : Le tour du monde, premier semestre 1876, p. 103

 Dès 1858, les clichés de Miot sont repris par différents artistes pour des bois gravés publiés dans les journaux de l’époque.
La photographie de Paul-Émile Miot a dans un premier temps été considérée comme documentaire ou ethnographique. Quentin Bajac remarque que jusque dans les années 1980, la production de Miot reste méconnue des historiens de la photographie. Seul Patrick O'Reilly s’intéresse alors à Miot et, s’il lui accorde « un sens de la mise en page et un certain naturel des poses », ce qui retient son attention est l’intérêt documentaire de ses clichés. Il taxe même « d’amateurisme » la production de Miot du fait du nombre restreint des sujets abordés qui confère à son œuvre une faible valeur dénotative. En 1989, le musée d’Orsay consacre à Miot une exposition monographique Paul-Émile Miot, photographe de Tahiti et des îles Marquises. Les textes de l’exposition soulignent, outre le caractère ethnographique d’une œuvre réalisée dans le cadre d’une entreprise coloniale, des qualités plus proprement artistiques que sont l’inspiration et la singularité. Certains de ses portraits sont rapprochés de toiles de Gauguin. Le photographe devient donc un artiste à part entière.
Michèle Chomette et Pierre-Marc Richard écrivent : « c’est entre l’utilisation professionnelle (ici à des fins de topographie côtière ou d’ethnographie lointaine) et la curiosité de l’amateur voyageur que se situe l’opportunité d’une vision originale dont le propos se déplace d’une volonté documentaire, où la photographie vient surpasser et vite remplacer le dessin, à une ouverture esthétique sur le monde ».
Sydney Picasso, quant à elle, écrit au sujet de Miot : « Dans son rôle de photographe, il n’est ni artiste ni journaliste : sa méthode est un savant mélange de science et d’art. Ce qui rend ses images si uniques, c’est qu’il incarne l’équilibre parfait entre passion et observation. »
L’œuvre de Paul-Émile Miot est actuellement conservée dans différentes institutions dont la Bibliothèque nationale de France et les Archives nationales du Canada à Ottawa (épreuves photographiques sur Terre-Neuve), le musée du Quai Branly (négatifs et épreuves sur Terre-Neuve, Amérique du Sud, Océanie et Sénégal), le Musée d’Orsay (épreuves sur les indiens Micmac), le Service Historique de la Défense à Vincennes (3 albums photographiques intitulés Album photographique de l’Océanie et Album de Monsieur le commandant Miot – Astrée 1867-69 – Tomes I et II – Dépôt de la Marine). Le musée national de la Marine, dont Miot a été le conservateur de 1894 à 1900, possède deux photographies L'Astrée au Port Famine, détroit de Magellan, Chili et L'Astrée au mouillage de Papeete.

## Titres et distinctions
- Chevalier de la Légion d’honneur (1853)
- Officier de la Légion d’honneur (1865)
- Grand officier de la légion d’honneur (1891)

### Ouvrages sur Paul-Émile Miot
- Étienne Tréfeu, avec une préface de Ferdinand de Lesseps, illustrations par Ernest Langlois et Ginos, Nos marins : vice-amiraux, contre-amiraux, officiers généraux des troupes de la Marine et des corps entretenus, Paris, Berger-Levrault, 1888.
- Michèle Chomette, Pierre Marc Richard, Paul-Émile Miot 1827-1900 un marin photographe 1857-1870 : Terre-Neuve, Océanie, Sénégal, Amérique du Sud, Paris, Ed. Galerie Chomette, 1995.
- Musée du quai Branly ; textes d'Yves Le Fur, Quentin Bajac, Christine Barthe, D'un regard l'Autre : photographies XIXe siècle, Exposition. Musée du quai Branly, Paris. 2006, Paris, Musée du quai Branly, 2006  (ISBN 2-7427-6390-2).
- Sydney Picasso, texte ; Paul-Émile Miot, photogr. ; Charles-Claude Antiq, Conway Shipley, dessins,  [PDF] The invention of Paradise : Tahiti and the Marquesas, Munich, Galerie Daniel Blau, 2008,  (ISBN 978-3-00-025303-4)
- Étienne Taillemite, Dictionnaire des marins français, Paris, Tallandier, coll. « Dictionnaires », octobre 2002, 537 p. [détail de l’édition] (ISBN 978-2847340082).

### Articles sur Paul-Émile Miot
- Angélina Meslem, « Patrimoine maritime. Nouvelle acquisition du musée », in Neptunia no 254, juin 2009, p. 67
- Lori Pauli, « Paul-Émile Miot. Ses premières photographies de Terre-Neuve », Musée de la Bibliothèque et des Archives du Canada, le 04 octobre 2013

### Ouvrage de Paul-Émile Miot
- Paul-Émile Miot, Promenade au musée de la marine, Paris, Librairies-Imprimeries Réunies, [1898]